# Michael McKagan
 Der er for få eller ingen kildehenvisninger i denne artikel, hvilket er et problem. Du kan hjælpe ved at angive troværdige kilder til de påstande, som fremføres i artiklen.

Michael Andrew "Duff" "Rose" McKagan  er en amerikansk bassist, der bedst er kendt som bassist i det amerikanske Hard Rock band Guns N' Roses. Duff har også et sideprojekt ved navn "Duff Makagens Loaded" og har derudover også udgivet albums som solokunstner.

## Livet i Seattle
Duff ”Rose” McKagan alias Michael McKagan blev født i Seattle, Washington d. 5. februar 1964. Han var den yngste af en søskendeflok på 8. Det var hans bror Bruce der introducerede ham for at spille bas.
Som teenager spillede han i 31 bands. Han spillede trommer, guitar og da han flyttede til Los Angeles begyndte han at spille bas. Han flyttede til Los Angeles da han var 19.

## Starten på musikkarrieren
Han blev gift første gang d. 28. maj 1988 med Mandy Brix, hun var værtinde på en japansk restaurant i Los Angeles. De blev skilt i 1990. Han blev gift igen i 1992 med Linda Johnson.
I 1994 sprang hans bugspytkirtel op og hans doktor sagde at han ikke kunne drikke mere alkohol i hele sit liv. En drink mere kunne dræbe ham.
I 1995 blev han skilt igen.

## Efter opbruddet
Da Slash, Gilby, og Matt begyndte arbejde på nyt materiale til Guns N' Roses i 1994 afviste Axl det hele, og Slash besluttede (i stedet for at smide materialet ud), at bruge det i et sideprojekt, som kom til at hedde "Slash's Snakepit". Duff co-skrev en af sangene fra projektet, ved navn ”Beggars and hanger´s on” som han sammen med "Snakepit" spillede live på ”The Palace” maj 1995.
Han dannede ”Neurotic Outsiders”. De spillede på forskellige klubber i Los Angeles, og de turnerede rundt i USA i 1996. De spillede også på klubber i 1998 og 1999. De lavede et album der hed, efter navnet, ”Neurotic Outsiders”, det kom ud i 1996. Derefter spillede han i nogle forskellige bands f.eks. Duff Mckagan´s Black Dog og 10 Minute Warning.
Han var med på Izzy Stradlin´s (2. guitarist fra Guns N' Roses) album.
Han prøvede også at blive skuespiller i 1997. Han fik en rolle i Tv-serien ”Sliders” som gik i luften maj 1997.
Den 27. august 1997 fik han sit første barn, Grace med Susan Holmes, de blev gift den 28. august 1999. Den 16. juli 2000 fik de deres andet barn, en anden pige, Mae Marie. Han boede både i Los Angeles og Seattle fordi at hans mor havde parkinson – syge og han følte han måtte blive ved hende. Hans mor døde i april 1999, og siden da har han boet i Seattle.
Han spiller i dag i Velvet Revolver sammen med Slash (lead guitar) og Matt Sorum (trommer) der også spillede i Guns N' Roses og Dave Kusher (rytmeguitar) der også spiller id Duffs side projekt "Loaded". I 2003 blev Scott Wireland ansat som sanger i bandet, men blev fyret i 2009. Bandet er for tiden uden sanger.

Mens Velvet Revolver holder pause, har han genstartet sit Punk Rock projekt Loaded, som udgav albummet Sick i 2009. Siden er han også blevet medlem af Jane's Addiction, og arbejder på nyt materiale med dem.